# Morris Kirksey
Morris Marshall Kirksey (Waxahachie, Texas, 1895. szeptember 13. – Stanford, Kalifornia, 1981. november 25.) olimpiai bajnok amerikai rögbijátékos, sprinter, pszichiáter.
Az 1920. évi nyári olimpiai játékokon az amerikai rögbicsapatban játszott és olimpiai bajnok lett.
Szintén az 1920. évi nyári olimpiai játékokon, mint rövidtávfutó versenyzett és 4 × 100 méteres váltófutásban aranyérmes lett az amerikai váltóval. Indult 100 méteres síkfutásban is és ezüstérmet szerzett, valamint 200 méteres síkfutásban nem jutott tovább a selejtezőkből.
A Stanford Egyetemen végzett, majd a St. Louis Medical College-on szerzett orvosi diplomát és börtönökben volt pszichiáter.